# Opus Pistorum
(Henry Miller, Opus Pistorum)
Opus pistorum è un romanzo scritto da  Henry Miller ambientato a Parigi e narra le avventure erotiche del protagonista Alf, di alcune sue amiche e di qualche amico.
Il romanzo fu scritto nel 1941 su commissione del libraio Milton Luboviski, amico di Miller, che voleva una serie di racconti in cui si parlasse esclusivamente di sesso: un susseguirsi di orge, incesti ed episodi licenziosi, senza una trama narrativa, che permise all'autore di far fronte in parte ai suoi problemi economici. Il libro venne pubblicato solo postumo nel 1983.
Il titolo del libro è allusivo. Pistor, infatti, in latino significa mugnaio come miller in inglese; opus, invece, significa opera; quindi opera di Miller oppure opera di chi pesta come in un mortaio (con l'evidente allusione all'atto sessuale).